# 波德科瓦萊希納
波德科瓦莱希納（Podkowa Leśna）是波蘭的一座城市。2008年，有人口3,822人。

## 外部連結
- Official site （页面存档备份，存于）
- Jewish Community in Podkowa Leśna （页面存档备份，存于） on Virtual Shtetl

52°07′N 20°44′E / 52.117°N 20.733°E